# Sărutul, Păsările, Domnișoara Pogany
Sărutul, Păsările, Domnișoara Pogany este un film românesc din 1970 regizat de Pavel Constantinescu.